# Damarri Mathis
Damarri Deshon Mathis (Lakeland, 12 aprile 1999) è un giocatore di football americano statunitense che milita nel ruolo di cornerback per i Denver Broncos della National Football League (NFL).

## Carriera

### Denver Broncos
Al college Belton giocò a football a Pittsburgh. Fu scelto nel corso del quarto giro (115º assoluto) del Draft NFL 2022 dai Denver Broncos. Debuttò nella gara del secondo turno contro gli Houston Texans mettendo a segno 5 tackle e un passaggio deviato. La sua stagione da rookie si chiuse con 65 placcaggi e 7 passaggi deviati in 16 presenze, 11 delle quali come titolare.